# Murgseefurggel

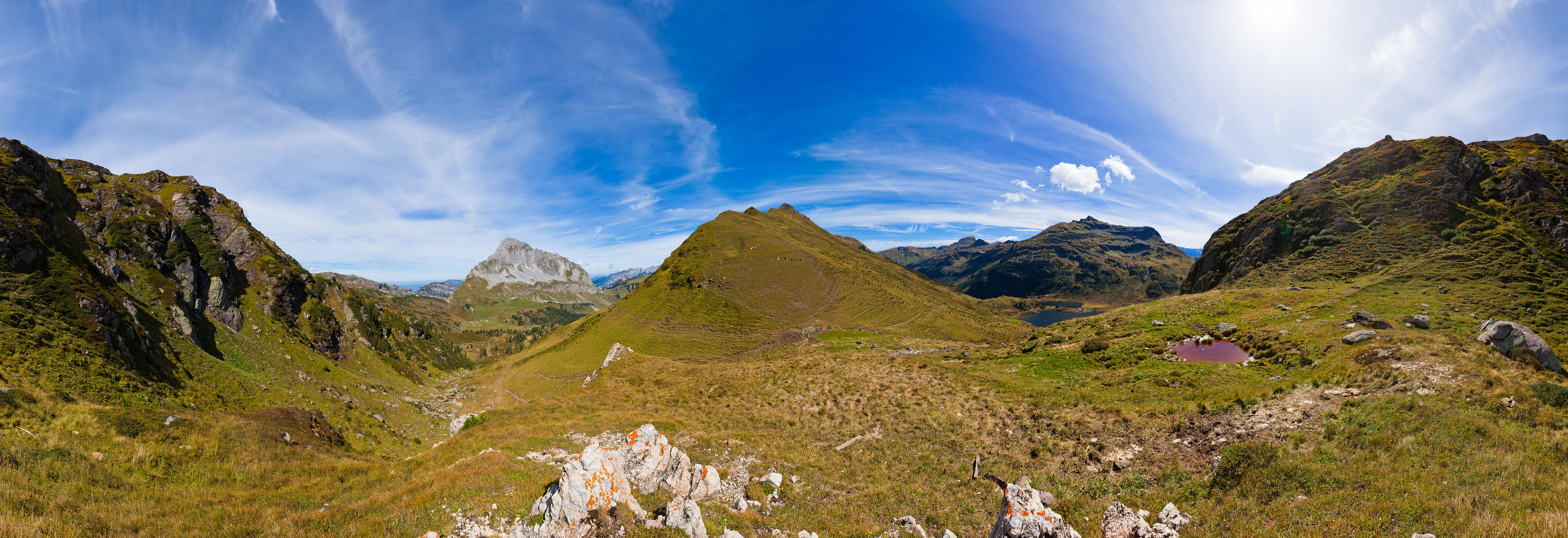
Panoramabild von der Murgseefurggel, mit Mürtschenalp (links) und Murgtal mit Murgseen (rechts)

Die Murgseefurggel ist ein Passübergang vom Murgtal auf die Mürtschenalp in der Schweiz.
Die Passhöhe liegt auf 1984 m ü. M. auf der Kantonsgrenze zwischen den Gemeinden Quarten (Kanton St. Gallen) und Glarus Nord (früher Obstalden, Kanton Glarus).